# 未知道
〈未知道〉（英語：Unknown）是香港歌手陳健安的單曲，於2020年1月9日由寰亞音樂作數位發行，其後收錄於他的迷你專輯《未知之知》。歌曲推出後獲得熱烈回響，成為903專業推介、中文歌曲龍虎榜與新城勁爆流行榜三台冠軍歌。歌曲原為陳健安於伊利沙伯體育館的演唱會而創作，其後亦成為了迷你專輯的製作方向。

## 歌曲列表
| 線上下載 串流媒體 | 線上下載 串流媒體 | 線上下載 串流媒體 |
| 曲序              | 曲目              | 时长              |
| ----------------- | ----------------- | ----------------- |
| 1.                | 未知道            | 4:53              |

## 製作團隊
資料來自〈未知道〉歌詞影片於YouTube的說明文字。
- 作曲：陳健安
- 填詞：周耀輝
- 編曲、監製：Adrian Chan

## 榜單
| 週榜單（2020年）       | 最高 名次 |
| ---------------------- | --------- |
| 香港（903專業推介）    | 1         |
| 香港（中文歌曲龍虎榜） | 1         |
| 香港（新城勁爆流行榜） | 1         |

## 資料來源
1. ↑  . 東方日報. 2020-01-17  [2021-05-06]. （原始内容存档于2021-05-06）.
2. ↑  小武. . Spill. 2021-01-29  [2021-05-06]. （原始内容存档于2021-05-13）.
3. ↑  . On Chan 陳健安於YouTube. 2020-01-09  [2021-05-06]. （原始内容存档于2021-11-20）.
4. ↑  . 檸音樂. 2020-02-22  [2021-05-06]. （原始内容存档于2021-05-06）.
5. ↑  . 檸音樂. 2020-02-15  [2021-05-06]. （原始内容存档于2021-05-06）.
6. ↑  . 檸音樂. 2020-03-07  [2021-05-06]. （原始内容存档于2021-05-06）.